# Архона (Колумбия)
Архона (исп. Arjona) — город и муниципалитет на севере Колумбии, на территории департамента Боливар.

## История
Поселение, из которого позднее вырос город, было основано в 1775 году. Муниципалитет Архона был выделен в отдельную административную единицу в 1870 году.

## Географическое положение

Муниципалитет Архона

Город расположен в северной части департамента, в пределах Прикарибской низменности, на расстоянии приблизительно 18 километров к юго-востоку от города Картахена, административного центра департамента. Абсолютная высота — 60 метров над уровнем моря.
Муниципалитет Архона граничит на западе с территорией муниципалитета Турбана, на северо-западе — с муниципалитетом Турбако, на северо-востоке — с муниципалитетом Сан-Эстанислао, на востоке — с муниципалитетом Маатес, на юге — с муниципалитетом Мария-ла-Баха, на юго-западе — с территорией департамента Сукре. Площадь муниципалитета составляет 566 км².

## Население
По данным Национального административного департамента статистики Колумбии, совокупная численность населения города и муниципалитета в 2015 году составляла 72 514 человек.
Динамика численности населения муниципалитета по годам:
| 2005   | 2006   | 2007   | 2008   | 2009   | 2010   | 2011   | 2012   | 2013   | 2014   | 2015   |
| ------ | ------ | ------ | ------ | ------ | ------ | ------ | ------ | ------ | ------ | ------ |
| 60 407 | 61 497 | 62 607 | 63 736 | 64 902 | 66 089 | 67 325 | 68 583 | 69 869 | 71 180 | 72 514 |

Согласно данным переписи 2005 года мужчины составляли 50,3 % от населения Архоны, женщины — соответственно 49,7 %. В расовом отношении белые и метисы составляли 98 % от населения города; негры, мулаты и райсальцы — 1,8 %; индейцы — 0,2 %.
Уровень грамотности среди всего населения составлял 82,3 %.

## Экономика
Основу экономики Архоны составляет скотоводство.

50,1 % от общего числа городских и муниципальных предприятий составляют предприятия торговой сферы, 25,4 % — промышленные предприятия, 24,3 % — предприятия сферы обслуживания, 0,2 % — предприятия иных отраслей экономики.

## Транспорт
Через город проходит национальное шоссе № 90 (исп. Ruta Nacional 90).